# Bloqueio atrioventricular de segundo grau
O bloqueio atrioventricular de segundo grau é uma doença do sistema de condução elétrica do coração. Trata-se de um bloqueio de condução entre os átrios e os ventrículos.
O bloqueio AV do segundo grau é diagnosticado quando há falha na condução de um ou mais (porém não de todos) impulsos dos átrios aos ventrículos devido ao problema de condução.

## Tipos
Há quatro distintos tipos de bloqueio AV do segundo grau, chamados de Mobitz I, Mobitz II, Tipo 2:1 e Avançado.  Nos dois primeiros  tipos, a onda P é impedida de iniciar o complexo QRS; mas, no tipo 1, há atrasos crescentes em cada ciclo antes da omissão enquanto, no tipo 2, não há tal padrão.

### Mobitz I
O bloqueio AV de segundo grau do tipo 1 é quase sempre uma doença do nodo atrioventricular. Este bloqueio é caracterizado por um prolongamento progressivo do intervalo PR no eletrocardiograma (ECG) em batidas consecutivas, seguido por uma onda P bloqueada. Após esta queda no complexo QRS, o intervalo PR é reiniciado e o ciclo se repete.

### Mobitz II
O bloqueio AV de segundo grau do tipo 2 é caracterizado no ECG superficial por ondas P, intermitentemente não conduzidas, não precedidas por prolongamento PR e não seguidas por encurtamento PR. A significância médica deste tipo de bloqueio AV é a de que este pode progredir rapidamente para completo bloqueio cardíaco, do qual nenhum ritmo de escape ventricular pode emergir. Neste caso, a pessoa pode ter síndrome de Adams-Stokes, parada cardíaca ou morte súbita cardíaca. O tratamento definitivo para este tipo de bloqueio AV é um marcapasso implantado.
O bloqueio é usualmente abaixo do nó AV. Quanto mais ondas P sem QRS mais grave é a doença e mais urgente o tratamento.

### Bloqueio AV 2:1
Significa dois ondas P para cada QRS, sendo difícil diferenciar se é um Mobitz 1 ou 2. Nesse caso, um intervalo PR prolongado com uma largura QRS normal é provavelmente indicativo de uma patologia do tipo I e um intervalo PR normal com um QRS alargado é provavelmente indicativo de uma patologia do tipo II.

## Sinais e sintomas
A maior parte das pessoas com bloqueio do tipo 1 não mostra sintomas. Entretanto, indivíduos sintomáticos mostram um ou mais dos seguintes sintomas:
- Vertigem ou tontura
- Cansaço
- Síncope (Desmaio)

## Tratamento
Mobitz tipo 1 é tratado com medicação como atropina ou regulando a dose dos medicamentos cardíacos. Já o Mobitz tipo 2 é indicação para colocação de marcapasso mesmo com tratamento adequado da doença primária.